# Bula
Bula (lat. bulla), dvostrani olovni pečat koji se od srednjeg vijeka stavljao na isprave vladara i crkvenih poglavara. U proširenom značenju, može se odnositi na vladarsku ispravu ili svečanu papinu okružnicu.
Tijekom srednjeg vijeka i renesanse poznate su tzv. zlatne bule koje su izdavali monarsi, a termin se odnosi ne samo na zlatni pečat koji se nalazi na dokumentu, već i na samu ispravu. U Hrvatskoj je poznata Zlatna bula Andrije II. kojom su dane veće privilegije malom i srednjem plemstvu u Ugarsko-Hrvatskom Kraljevstvu, i Zlatna bula Bele IV. iz 1242. kojom je grad Zagreb dobio privilegij slobodnog kraljevskog grada.
Papinske bule izdavala je papinska kancelarija, a njima su rimski pape odašiljale osobito važne službene odluke.